# Jamie Broadnax
Jamie Broadnax (né le 24 avril 1980 à Portsmouth) est une journaliste américaine, créatrice en 2012 du site Black Girl Nerds, destiné aux femmes afro-américaines amatrices de culture populaire.